# El Hadji Gueye
Arfang El Hadji Gueye (20 augustus 1999) is een Senegalees voetballer die sinds 2020 uitkomt voor Royal Excel Moeskroen. Gueye is een verdediger. Hij is de broer van Makhtar Gueye.

## Carrière
Gueye genoot zijn jeugdopleiding bij het opleidingscentrum AS Dakar Sacré Coeur. Hij stroomde uiteindelijk door naar het eerste elftal en werd bij zijn debuut de jongste speler ooit in de Senegalese hoogste divisie. In november 2017 kreeg hij de kans om te testen bij Olympique Lyon, de club waarmee zijn opleidingscentrum een partnerschap had. Uiteindelijk belandde hij in 2018 bij Lille OSC.
Op 6 augustus 2020 tekende hij bij Royal Excel Moeskroen, de satellietclub van Lille in de Jupiler Pro League. Al snel liep hij er een knieblessure op, waarna hij pas in januari 2021 zijn officiële debuut in het eerste elftal maakte. In zijn debuutseizoen speelde hij slechts drie competitiewedstrijden. Tegen KV Kortrijk (0-3-nederlaag) liep hij kort na het uur een rode kaart op nadat hij zijn naamgenoot Pape Habib Gueye onderuithaalde. Op het einde van het seizoen degradeerde hij met Moeskroen naar Eerste klasse B.